# Bhanu
Bhanu (Nepali भानु) ist eine Stadt (Munizipalität) in Zentral-Nepal im Distrikt Tanahu.
Die Stadt liegt 14 km östlich der Distrikthauptstadt Vyas. Bhanu wird vom Marsyangdi im Osten sowie einem rechten Nebenfluss des Marsyangdi eingerahmt. Südlich von Bhanu liegt die Ortschaft Dumre, die zur Stadt Bandipur gehört und am Prithvi Rajmarg, der Überlandstraße von Kathmandu nach Pokhara, liegt.
Die Stadt entstand im September 2015 durch Zusammenlegung der Village Development Committees (VDCs) Barbhanjyang und Bhanu. Das Stadtgebiet umfasst 73,5 km².

## Einwohner
Bei der Volkszählung 2011 hatten die VDCs, aus welchen die Stadt Bhanu entstand, 18.249 Einwohner (davon 7911 männlich) in 4841 Haushalten.